# Миранда Ото
Миранда Ото (на английски: Miranda Otto) е австралийска актриса, най-известна с ролята си на Еовин в трилогията на Питър Джаксън „Властелинът на пръстените“.

## Биография
Миранда е родена на 16 декември 1967 г. в Бризбейн, Австралия в семейството на актьорите Линдзи и Бари Ото. Сестра ѝ Грейси Ото, която е с двадесет години по-млада от нея, е също актриса. Родителите ѝ се развеждат през 1973 и тя прекарва детството си между Ню Касъл, Нов Южен Уелс и Бризбейн. Докато живее с баща си тя развива интерес към актьорската игра. През 1990 завършва специалност Актьорско майсторство към Националния институт по актьорско майсторство в Сидни. Дебютната ѝ роля е във военната драма Emma's War (1986), а докато се дипломира се снима в Initiation (1987) и The 13th Floor (1988).
Пробивът ѝ в киното идва с филма на Кейти Мюлер The Girl Who Came Late, с който тя привлича вниманието на австралийската филмова индустрия и критика. Филмът разказва за Нел Тисковиц, младо момиче, което може да комуникира с конете. За тази си роля Ото е номинирана от Австралийския филмов институт в категорията Най-добра актриса. Втората ѝ номинация от Института идва със следващия ѝ филм „The Last Days of Chez Nous“, но този път в категорията Най-добра поддържаща женска роля. През 1993 се снима в секс-комедията „The Nostradamus Kid“, която я пленява със сюжета си за фриволния бохемски живот през 1960-те.
След поредица неуспешни кастинги Ото през 1995 започва да се съмнява в бъдещето си на актриса. Повече от година тя не се снима, преминавайки през тежък период на депресия. Година по-късно се завръща на екрана с филма „Love Serenade“, който е приет положително от критиката, а играта на Ото получава позитивни коментари от филмови анализатори.
През 1997 се снима във филмите Doing Time for Patsy Cline, True Love and Chaos и The Well. За последния тя има дълбоки съмнения, че ще получи ролята, защото към този момент актрисата е вече на 30 години, а героинята ѝ е едва на 18. За ролята си на Катрин в „The Well“ Ото получава две номинации, една за Най-добра актриса от Австралийския филмов институт и една от Филмовите критици на Австралия отново за Най-добра актриса, а самият филм е приет положително от публиката. Австралийските медии започват да проявяват интерес към младата актриса, а връзката и с актьора Ричард Роксбърг я превръща в център на вниманието на местните таблоиди, което по нейните думи се оказва прекалено стресиращо.
Дебютът си в Холивуд Миранда Ото прави с филма What Lies Beneath, в който си партнира с Харисън Форд и Мишел Пфайфър. Филмът се оказва касов успех, въпреки отрицателната критика, която получава. Следва роля в продукцията Human Nature, която се оказва пълен провал в кината.
През 1999 получава ролята на Еовин във фентъзи трилогията „Властелинът на пръстените“ режисирана от Питър Джаксън. Джаксън я одобрява дори без да я е виждал на живо, впечатлен от записа, който тя му е изпратила. В подготовка за ролята си Ото прекарва шест седмици в тренировки за каскади, езда и синхронизиран бой. Героинята ѝ Еовин се появява във втория филм от поредицата „Властелинът на пръстените: Двете кули“, както и в последната част „Властелинът на пръстените: Завръщането на краля“. Трилогията се оказва забележителен финансов успех, а критиката я приема повече от положително. През 2004 третият филм от сагата печели 11 награди Оскар, сред които и за Най-добър филм. Ото е номинирана от Филмовата академия за научна-фантастика, фентъзи и хорър в категорията Най-добра поддържаща женска роля.
Стивън Спилбърг, впечатлен от играта на Миранда Ото във „Властелинът на пръстените“, я кани да участва в режисирания от него филм Война на световете, заедно с Том Круз. Ото, бременна по това време е готова да откаже ролята, но сценарият е пренаписан, за да ѝ позволи да участва дори в такова състояние. Филмът е приет слабо от критиката, но в кината се представя повече от задоволително. След раждането на първото си дете Ото си взема почивка от големия екран и се концентрира над майчинството си и роли в австралийски театри. През 2007 тя получава ролята на Джулиет Дрейпър в американския сериал „Кашмирена мафия“, разказващ историите на няколко особено успешни жени, които се опитват да балансират кариерите и личните си животи. Сериалът е прекратен след едва 7 епизода заради нисък рейтинг. След края на сериала Ото почти не се е снимала, отделяйки повече внимание на театралната кариера и семейството си.

## Филмография
- 1998 – „Тънка червена линия“
- 1999 – „Цената на правосъдието“
- 2000 – „Прозрачно минало“
- 2001 – „Човешката природа“
- 2002 – „Властелинът на пръстените: Двете кули“
- 2003 – „Властелинът на пръстените: Завръщането на краля“
- 2004 – „Полетът на феникса“
- 2005 – „Война на световете“
- 2014 – „Аз, Франкенщайн“
- 2014 – „Водачът“